# Piero Zuffi
Pour les articles homonymes, voir Zuffi.
Pietro Zuffi dit Piero, né le 28 avril 1919 à Imola et mort le 10 août 2006 à Rome, est un scénographe italien. Il est également décorateur, costumier et réalisateur. 

## Biographie
Pietro Zuffi naît le 28 avril 1919 à Imola. À l'adolescence, il devient orphelin de son père Giuseppe. Sa mère, Domenica Dall'Osso, cède à la nature artistique du jeune Pietro en l'envoyant à Imola suivre les cours du peintre Tommaso Della Volpe. Entre-temps, son frère Gino (né en 1914) avait émigré au Pérou. En 1934, Pietro émigre également en Amérique du Sud, appelé au Chili par un oncle maternel qui souhaite l'initier à la profession de marchand de viande. Peu après, il se rend compte que ce n'est pas sa profession. Cela incite Pietro à rejoindre son frère Gino : ensemble, ils ouvrent un atelier de décorations publicitaires pour les magasins et les lieux publics. Durant cette période, il est fasciné par la nature sud-américaine et la culture précolombienne qui l'influencera dans les années à venir. Il dessine, photographie et peint à l'huile les thèmes qui l'inspirent le plus. Il organise plusieurs expositions personnelles à Lima, la capitale péruvienne. En 1942, il réalise une peinture murale intitulée Peruviae Auriferae Regionis Typus A. 1574 pour l'entrée du bâtiment de la Banque centrale du Pérou, à l'occasion du 4e centenaire de la découverte de la forêt amazonienne, et des décorations murales pour le Ciné-théâtre central de Lima consacrées aux éléments typiques des différentes cultures anciennes (égyptienne, sumérienne, romaine et précolombienne).
Rentré en Europe en 1943 pour effectuer son service militaire, il s'inscrit à l'Académie des beaux-arts de Florence. De 1948 à 1951, il s'installe à Paris et se consacre principalement à la peinture. En 1952, il retourne en Italie et s'installe à Milan, où il rencontre Giorgio Strehler. C'est le début d'une longue carrière dans la conception de décors de théâtre. Pour le Piccolo Teatro, il travaille à la production de deux tragédies shakespeariennes : Macbeth (1953) et Jules César (1954). En 1954, il fait ses débuts à la Scala, où il conçoit les décors et les costumes de l' Alceste de Gluck (dirigé par Carlo Maria Giulini, avec Maria Callas). Cette collaboration dure une décennie. Il s'occupe des productions aux arènes de Vérone, comme celles d' Aïda en 1958. Il travaille avec Vittorio Gassman, Marcello Mastroianni et Monica Vitti.
Piero Zuffi commence sa brève carrière dans le monde du cinéma en concevant les décors et les costumes du film Le Général Della Rovere de Roberto Rossellini (avec Vittorio De Sica et Sandra Milo). Il ne conçoit que quelques décors de films, mais ils laissent tous leur empreinte. Les plus significatifs sont La Nuit (1961) de Michelangelo Antonioni et, l'année suivante, un acte du célèbre Boccace 70, réalisé par Federico Fellini. Il travaille également avec Mario Camerini. Quelques années après sa dernière scénographie, il réalise le film Colpo rovente (1970, avec Carmelo Bene et Barbara Bouchet), dont le scénario est écrit avec Ennio Flaiano.
En 1988, il réussit à monter à nouveau Aïda aux Arènes de Vérone, cette fois en tant que metteur en scène. Il a ensuite planifié et réalisé la cérémonie d'ouverture de la Coupe du monde de football 1990, qui s'est déroulée au stade San Siro de Milan. Il enseigne à l'Académie des Beaux-Arts de Bari.
En 1992, il est chargé par le gouverneur de l'État de New York, Mario Cuomo, de concevoir la cérémonie de célébration du 500e anniversaire de la découverte de l'Amérique (Jour de Christophe Colomb) à New York. Malheureusement, malgré l'énorme travail de Piero Zuffi, le projet n'aboutit pas.
Dans les années qui suivent, Piero Zuffi, alors oublié du monde de la culture et du spectacle, tombe dans l'isolement et les difficultés financières. Il obtient le bénéfice de la loi Bacchelli.
Il se suicide à Rome en 2006.

## Après la mort
En 2019, à l'occasion du centenaire de sa naissance, la Fondazione della Cassa di Risparmio di Imola, en collaboration avec l'association culturelle "Segni del Moderno", a organisé une exposition consacrée à Pietro Zuffi intitulée Pietro Zuffi. Uno scenografo tra la Scala e Cinecittà.

## Filmographie
- 1959 : Le Général Della Rovere, réalisation par Roberto Rossellini, (décorateur, architecte-scénographe et costumier)
- 1961 : I sogni muoiono all'alba, réalisation par Mario Craveri, Enrico Gras et Indro Montanelli, (scénographe, architecte-scénographe)
- 1961 : La Nuit, réalisation par Michelangelo Antonioni, (scénographe)
- 1961 : Quelle joie de vivre, réalisation par René Clément, (scénographe)
- 1961 : Les Guérilleros, réalisation par Mario Camerini, (scénographe)
- 1962 : Boccace 70 (II atto "Le tentazioni del dottor Antonio", réalisation par Federico Fellini), (scénographe, costume et garde-robe)
- 1969 : Maximum Flic (Colpo rovente), (réalisateur et scénariste)[5]